# Diascia fragrans
Diascia fragrans är en flenörtsväxtart som beskrevs av K.E. Steiner. Diascia fragrans ingår i släktet tvillingsporrar, och familjen flenörtsväxter. Inga underarter finns listade i Catalogue of Life.